# パイピング (裁縫)

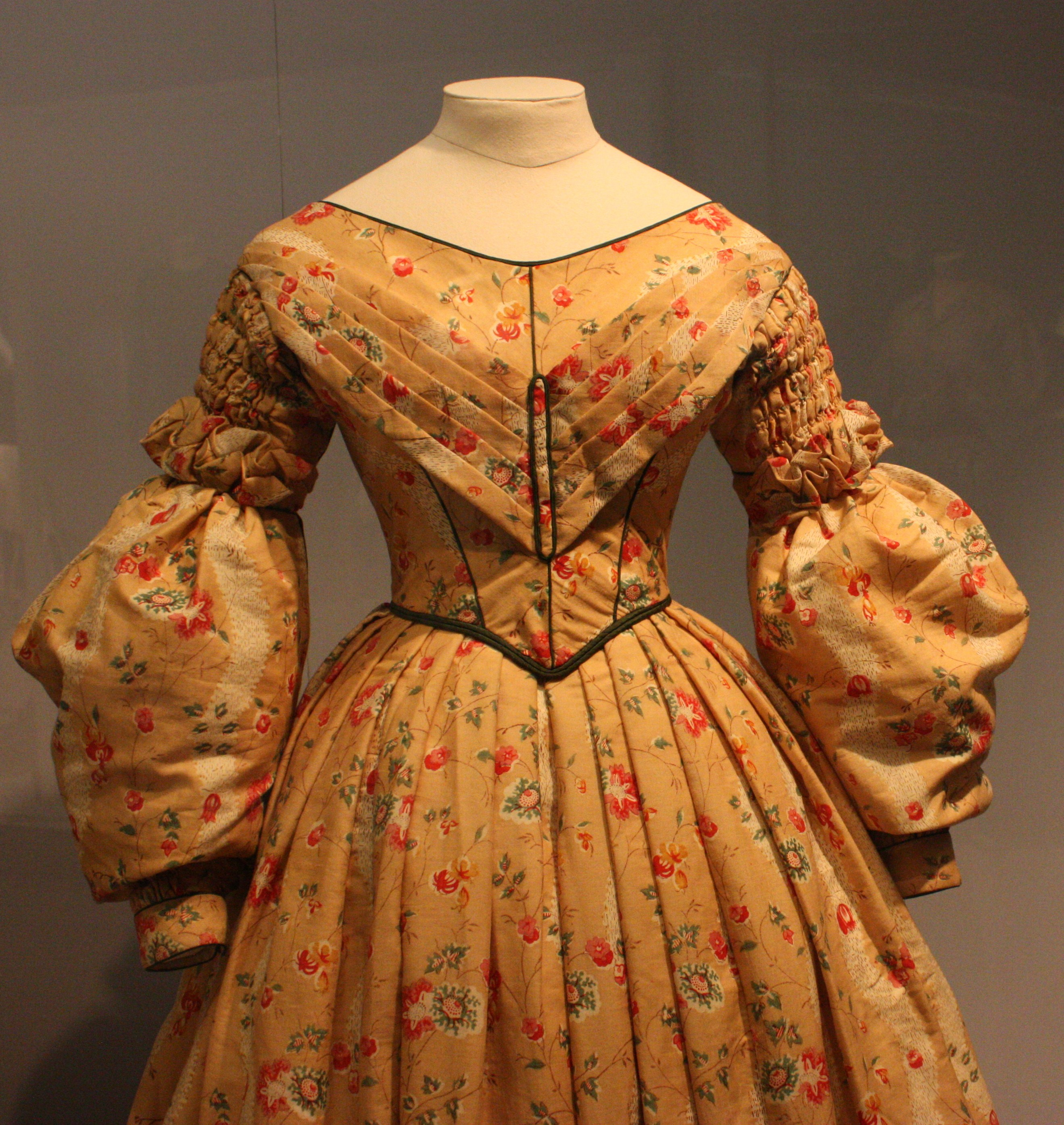
生地の異なる別布によるパイピングが縫い目などに施された木綿製の昼のドレス (day dress)、1836年 – 1840年、ヴィクトリア&アルバート博物館蔵。

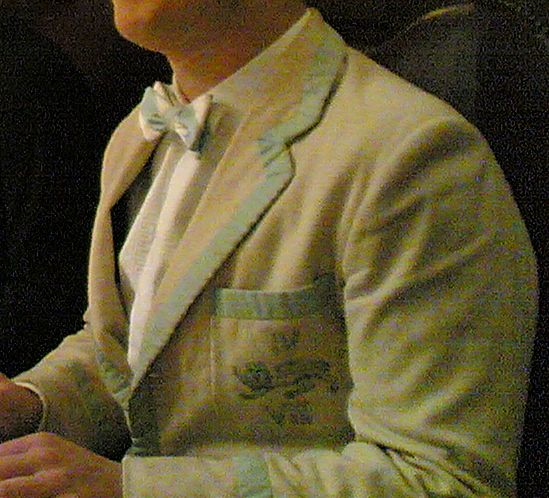
縁取りに、別布によるパイピングが施されたブレザーの例。ケンブリッジ大学ライフル協会 (Cambridge University Rifle Association) のブレザーのひとつ。

裁縫におけるパイピング (英語: piping) は、トリムやエンベリッシュメントといった衣類を飾る技法のひとつで、衣服やその他の布製品の縁やスタイルラインに沿って、細長く折られた生地を縫い目に縫い込むもの。多くの場合、細長い生地は、織目に対して45度の角度で切り出される、いわゆるバイアス (bias) 使いとなる。この生地は、共布（装飾される主たる製品と同じ生地）を使うこともあれば別布を使うこともあり、革などを使うこともある。
今日では、パイピングは家具や室内装飾、装飾の施された枕で一般的に用いられているが、衣類にも用いられる。パイピングが施されたポケット開口部、衣服の縁取り、縫い目などは、洋服の特徴となっている。
また、もっぱらパイピングに用いるバイアステープも既製品として生産されている。